# Perú en los Juegos Olímpicos de Seúl 1988
Perú estuvo representado en los Juegos Olímpicos de Seúl 1988 por un total de 21 deportistas, 7 hombres y 14 mujeres, que compitieron en 7 deportes.

## Medallistas
El equipo olímpico peruano obtuvo las siguientes medallas:
| Nombre | Deporte  | Competición |
| ------ | -------- | ----------- |
| Oro    |          |             |
| —      |          |             |
| Plata  |          |             |
| Equipo | Voleibol | Torneo F    |
| Bronce |          |             |
| —      |          |             |